# Josef Hendrich (kněz)
Josef Hendrich (21. srpna 1922 Rochov – 9. července 1994 Mladá Boleslav) byl český římskokatolický kněz, v letech 1974 až 1989 kapitulní vikář litoměřické diecéze.

## Život
Narodil se jako nejstarší ze tří dětí. Vystudoval gymnázium v Roudnici nad Labem a po maturitě byl přijat do kněžského semináře v Litoměřicích. Studia však musel přerušil, když byl za druhé světové války totálně nasazen v Berlíně. Po skončení války pokračoval ve studiích na pražském kněžském semináři až do roku 1948, kdy přešel zpět do Litoměřic. Tam svá studia dokončil a 26. června 1949 přijal z rukou Štěpána Trochty kněžské svěcení.
Poté se stal kaplanem v Liberci (1949–1950) a následně působil jako duchovní správce v Jablonném v Podještědí (od 1. července 1950 do 31. května 1958), odkud excurrendo spravoval také farnosti Jítrava a Rynoltice, poté v Kováni (1958–1959) a v Březně (1959–1966). V roce 1966 se stal administrátorem arciděkanství v Mladé Boleslavi, administrátorem excurrendo farnosti Kosmonosy a okrskovým vikářem mladoboleslavského vikariátu; působil zde i po jmenování kapitulním vikářem až do 80. let.
Ač byl v počátcích své kněžské služby biskupem Trochtou v roce 1949 na základě mexických fakult tajně jmenován sekretářem oblastního vikariátu Liberec (zahrnujícího tehdejší vikariáty Frýdlant, Jablonec nad Nisou, Jablonné v Podještědí a Liberec), později patřil ke kněžím nejvíce spolupracujícím s komunistickým režimem. Od 28. září 1972 byl kanovníkem Katedrální kapituly u sv. Štěpána v Litoměřicích, a to II. kanovníkem svatoštěpánským.
Od 10. dubna 1974 byl kapitulním vikářem litoměřické diecéze, v letech 1977 až 1984 byl předsedou české části Sdružení katolických duchovních Pacem in terris a od února 1980 jedním z místopředsedů celostátního Sdružení katolických duchovních Pacem in terris. Při jednáních mezi československou vládou a Vatikánem byl opakovaně prosazován jako vládní kandidát na úřad biskupa. Za svou činnost v Pacem in terris v roce 1985 obdržel vyznamenání Za zásluhy o výstavbu. V letech 1977 až 1989 byl evidován jako agent Státní bezpečnosti s krycím jménem Primas. Kapitulním vikářem zůstal až do 27. srpna 1989, kdy byl vysvěcen nový litoměřický biskup Josef Koukl. Poslední léta svého života strávil na Mladoboleslavsku, pohřben byl v Brozanech nad Ohří do rodinného hrobu 15. července 1994. Po sametové revoluci byl v církevních kruzích obhajován, a to dle zprostředkovaného svědectví například i ze strany biskupa Otčenáška.

### Epilog
Jeho postava byla ztvárněna Richardem Metznarowskim ve filmu Zapomenuté světlo z roku 1996 (s Boleslavem Polívkou jako vesnickým farářem v hlavní roli). Ač tato postava není ve filmu konkrétně pojmenována (objevuje se vždy pouze jako anonymní kapitulní vikář nejmenované diecéze), zvolený herec je Hendrichovi fyzicky velmi podobný, a scény s touto postavou byly natáčeny v litoměřické biskupské rezidenci. Nicméně podle svědectví pamětníků nebyl Hendrich ve skutečnosti tak temnou postavou, jak jej ztvárnil film, spíše se snažil v rámci dané společenské situace pracovat pro církev a pomáhal věřícím.

## Galerie

Josef Hendrich
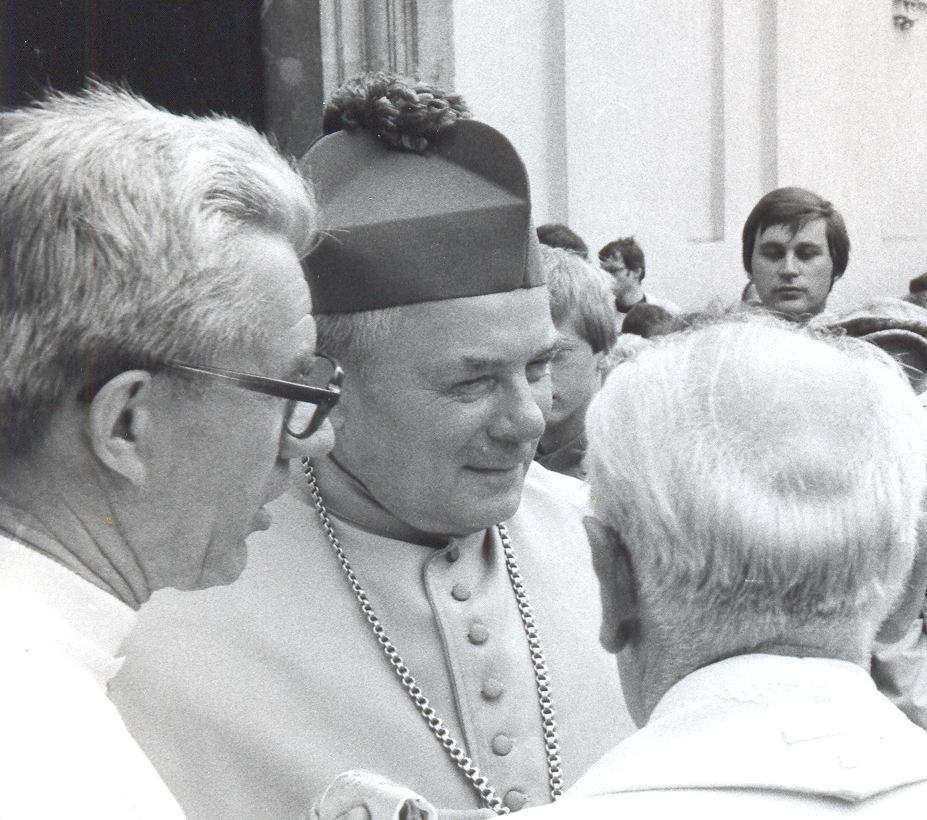
Josef Hendrich při rozhovoru s kněžími před katedrálou sv. Štěpána v Litoměřicích (80. léta 20. století).
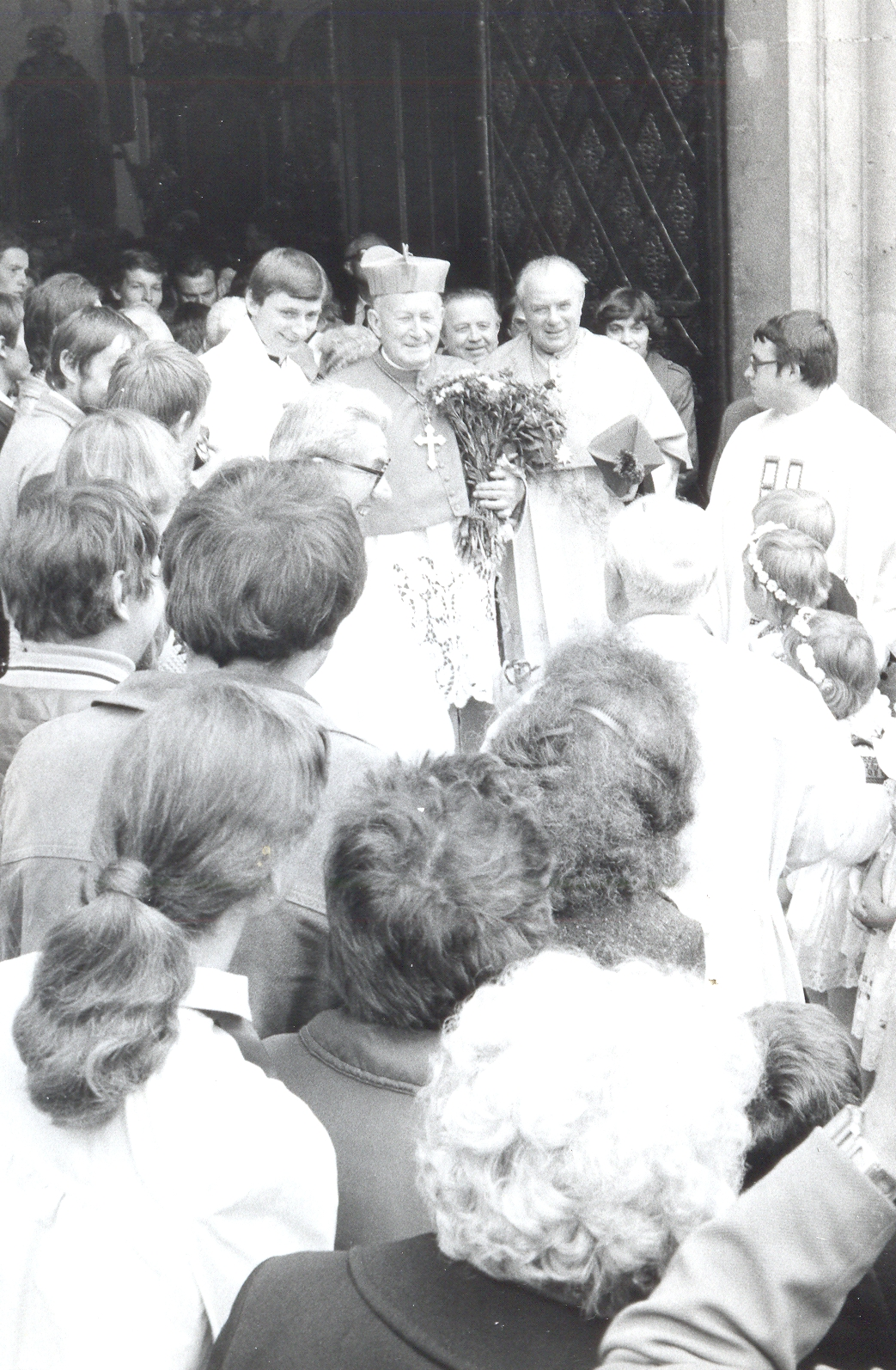
J. Hendrich (bez pokrývky hlavy) po levé ruce kard. Tomáška (v biretu). V pozadí mezi Hendrichem a Tomáškem stojí biskup Karel Otčenášek.
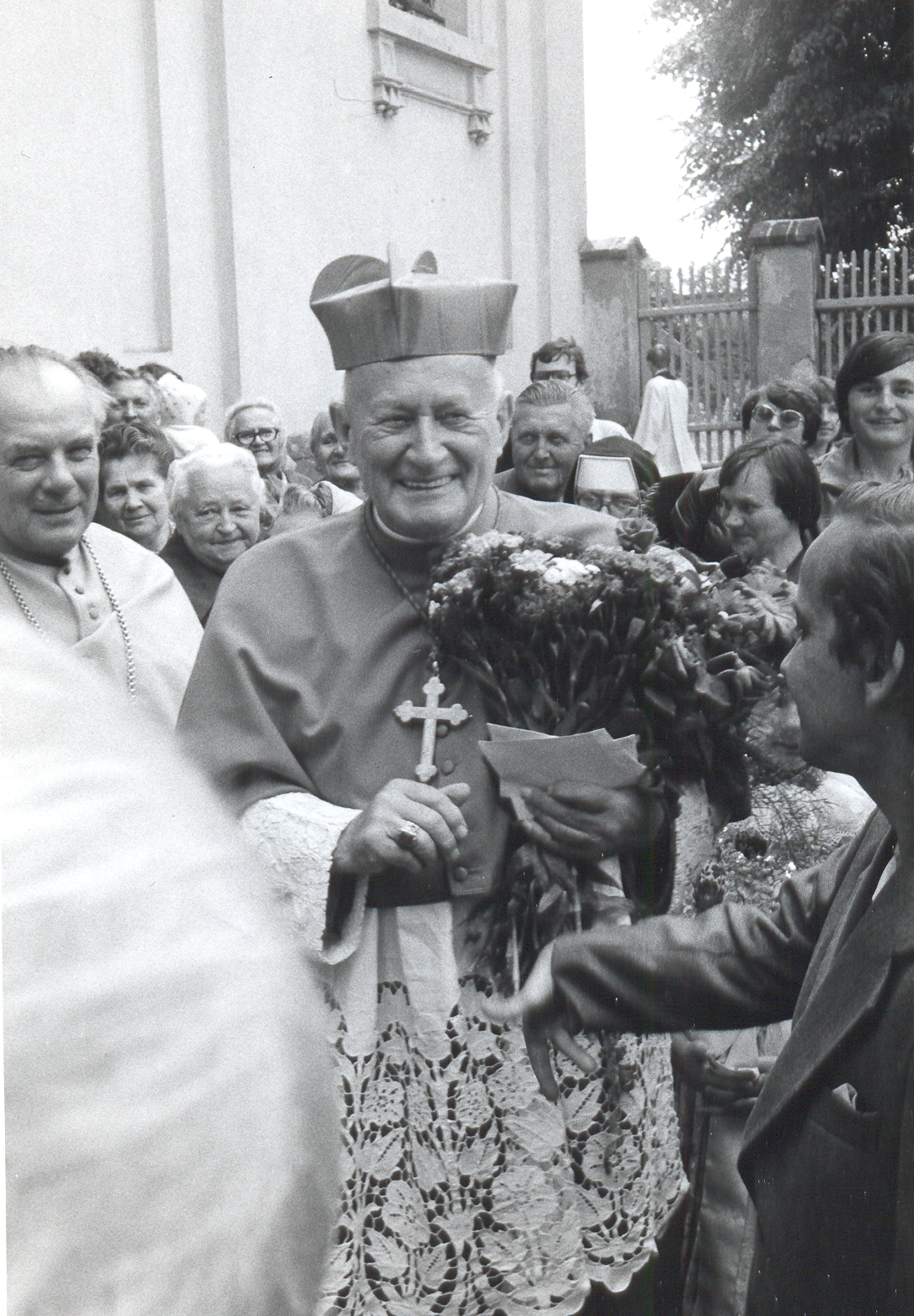
J. Hendrich po pravé ruce kard. Tomáška, který je uprostřed fotografie.
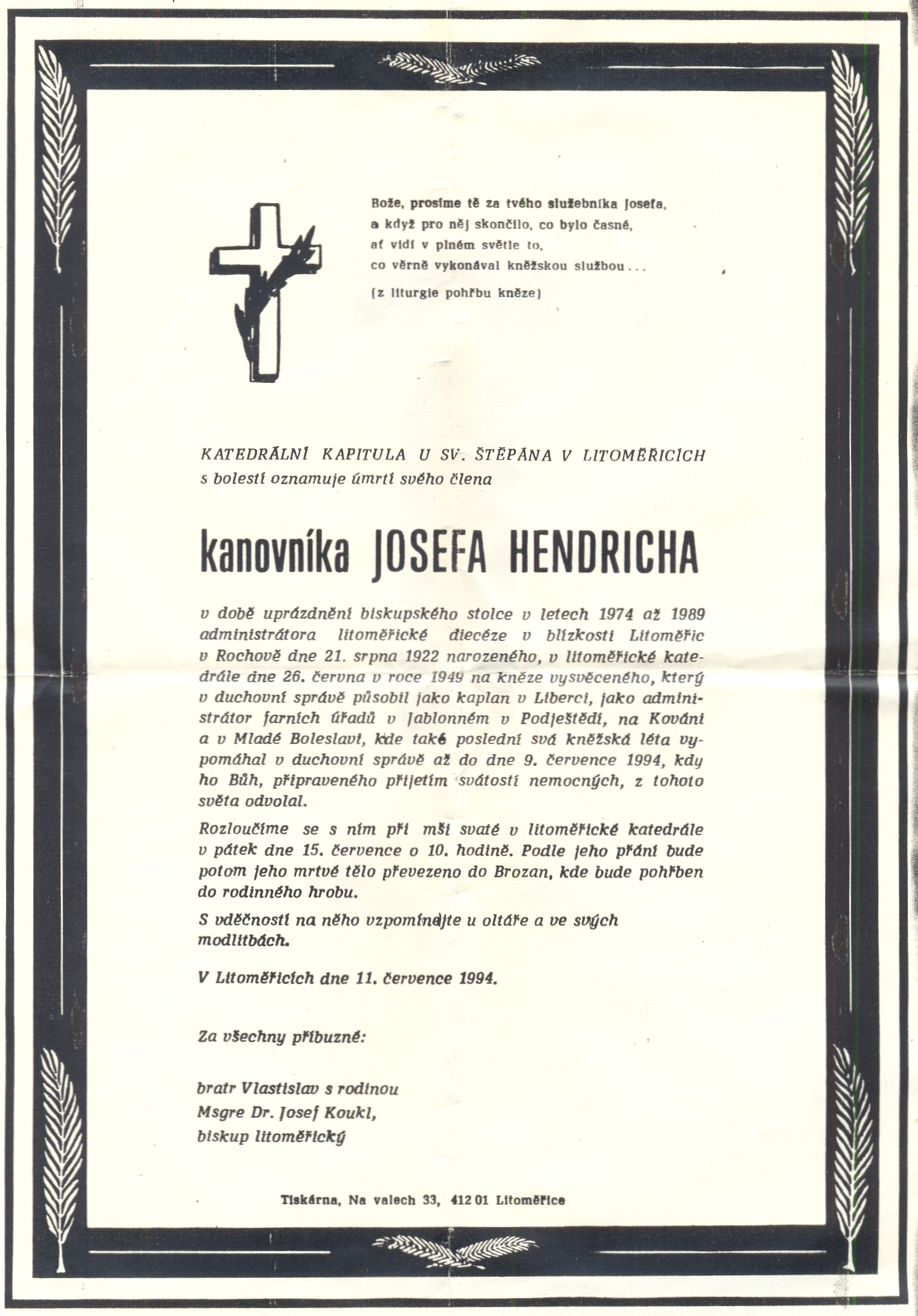
Úmrtní oznámení kanovníka Josefa Hendricha